# Нужель
Нужель (укр. Нужель) — село в Голобской поселковой общине Ковельского района Волынской области Украины.
Код КОАТУУ — 0722155304. Население по переписи 2001 года составляет 272 человека. Почтовый индекс — 45073. Телефонный код — 3352. Занимает площадь 0,059 км².